# George Casella
George Casella (1951-2012) est un statisticien américain. Son ouvrage Statistical Inference, écrit en collaboration avec Roger Berger, est l'un des manuels de statistique les plus utilisés aux États-Unis pour les cours de statistique des cycles supérieurs. Il a également cosigné une édition revue et augmentée de l'ouvrage classique Theory of Point Estimation d'Erich Leo Lehmann,.

## Biographie
Il devient professeur adjoint à l'université Rutgers en 1977.
Avec Roger Berger, il travaille notamment à rapprocher le point de vue fréquentiste et le point de vue bayésien,.
Dans les années 1990, il s'intéresse à des problèmes computationnels, notamment l'échantillonneur de Gibbs, et aux méthodes de Rao-Blackwellisation,,.
Après avoir publié seul la première édition de Theory of Point Estimation en 1983, Erich Lehmann propose à George Casella de collaborer à une seconde édition largement remaniée, qui devient elle aussi un classique de la statistique.
Après 19 ans à l'université Cornell, George Casella devient professeur à l'université de Floride en 2000.

## Distinctions
- Membre de la Société américaine de statistique[9]
- Compagnon (fellow) de l'Institute of Mathematical Statistics[9]
- Membre coopté de l'Institut international de statistique[9]
- Membre de l'Académie royale des sciences d'Espagne[9]
- Membre de l'Association américaine pour l'avancement des sciences[9].

## Publications
- (en) George Casella et Erich Lehmann, Theory of Point Estimation, Springer-Verlag, 1998, 2e éd.
- (en) R. Searle Shayle, George Casella et Charles McCulloch, Variance Components, Wiley-Blackwell, coll. « Wiley Series in Probability and Statistics », 2006
- (en) George Casella et Christian Robert, Introducing Monte Carlo Methods with R, Springer-Verlag, coll. « Use R! Series », 2007, 283 p. (ISBN 978-1-4419-1575-7, lire en ligne)
- (en) George Casella et Roger Berger, Statistical Inference, Brooks/Cole, 2001, 2e éd.
- (en) Christian Robert et George Casella, Monte Carlo Statistical Methods, Springer-Verlag, coll. « Springer Texts in Statistics », 2010